# 羅伊 (阿肯色州)
羅伊（英語：Roe）是一個位於美國阿肯色州門羅縣的城鎮。

## 地理
羅伊的座標為34°37′51″N 91°23′09″W / 34.63083°N 91.38583°W，而該地的平均海拔高度為65米（即213英尺）。

## 人口
根據2020年美國人口普查的數據，羅伊的面積為0.46平方千米，皆為陸地。當地共有人口68人，而人口密度為每平方千米147人。